# Danaea
Danaea es un género de helechos de la Familia Marattiaceae. Comprende 79 especies descritas y de estas, solo 30 aceptadas.

## Descripción
Son plantas de hábitos terrestres; con rizoma rastrero a erecto o ascendente, con raíces gruesas y carnosas, la superficie dorsal cubierta por dos hileras de estípulas; hojas dimorfas; pecíolo terete, ocasionalmente con nudos hinchados, con escamas peltadas cafés, caducas; lámina deltado-ovada a oblonga, 1-pinnada, gruesamente membranácea a subcoriácea; raquis leve a conspicuamente alado, con nudos hinchados en los ejes de las pinnas, con escamas similares a las del pecíolo, a menudo caducas; pinnas opuestas, sésiles o pediculadas; hojas fértiles similares en forma a las estériles, más cortas o más largas pero siempre más angostas; nervios libres, uniéndose todos en un reborde cartilaginoso justo en el margen; esporangios fusionados en sinangios lineares que contienen 17–100 lóculos, los sinangios cubriendo casi completamente la superficie abaxial de las pinnas fértiles, esporas monoletas.

## Taxonomía
El género fue descrito por James Edward Smith y publicado en Mémoires de l'Academie Royale des Sciences 5(1790–1791): 420, t. 9, f. 11. 1793. La especie tipo es: Danaea nodosa

## Especies aceptadas
A continuación se brinda un listado de las especies del género Danaea aceptadas hasta julio de 2015, ordenadas alfabéticamente. Para cada una se indica el nombre binomial seguido del autor, abreviado según las convenciones y usos.	
| - Danaea alata - Danaea antillensis - Danaea arbuscula - Danaea betancurii - Danaea carillensis - Danaea cartilaginea - Danaea chococola - Danaea crispa - Danaea danaepinna - Danaea draco - Danaea elliptica - Danaea epiphytica - Danaea humilis - Danaea imbricata - Danaea inaequilatera - Danaea jenmanii - Danaea kalevala - Danaea leussinkiana - Danaea lingua-cervina - Danaea lucens - Danaea mazeana - Danaea moritziana | - Danaea nodosa - Danaea oblanceolata - Danaea paleacea - Danaea plicata - Danaea quebradensis - Danaea riparia - Danaea simplicifolia - Danaea tenera - Danaea trichomanoides - Danaea trinitatensis - Danaea tuomistoana - Danaea ulei - Danaea ushana - Danaea wendlandii - Danaea vivax - Danaea wrightii - Danaea xenium - Danaea ypori - Danaea zamiopsis |